# وحید دستگردی
حسنِ وحیدِ دستجردی (۱۲۵۸–۸ دی ۱۳۲۱)، متخلص به وحید و معروف به وحید دستجردی یکی از شاعران و سخنوران اواخر سده نوزدهم و اوایل سده بیستم ایران است. او از احمدشاه لقب سلطان الشعراء دریافت کرده بود.

## زندگی و تحصیلات
حسن وحید دستجردی در ۱۲۹۸ قمری برابر با ۱۲۵۸ خورشیدی در روستای دستجرد اصفهان متولد شد. تحصیلات مقدماتی را در زادگاهش فراگرفت و در پانزده سالگی به اصفهان رفت و در مدرسه میرزا حسین علوم ادبی و علوم دینی را آموخت: ادبیّات را مخصوصاً مطوّل و حاشیه و مغنی را در محضر درس آقا میرزا یحیی مدرس و تحصیل حکمت مدّتها را در محضر جهانگیرخان قشقایی آموخت.

## فرزندان
وحید دستگردی با سیده زهرا فیاض دستگردی فرزند میرزا محمد صادق ازدواج کرد و حاصل این ازدواج سه پسر بنام‌های محمود، بهرام، هوشنگ (رئیس شهربانی کل کشور که درحادثه انفجار در دفتر نخست‌وزیری جمهوری اسلامی ایران در شهریور ۱۳۶۰ کشته شد) و یک دختر بنام فاطمه بود.

## فعالیت‌های ادبی
وحید در آغاز نهضت مشروطیت به جرگه آزادی‌خواهان پیوست و شعرهای و مقاله‌هایی در این زمینه در روزنامه‌های اصفهان منتشر می‌کرد. دستگردی در آغاز جنگ بین‌الملل اول، روزنامهٔ درفش کاویان را در اصفهان منتشر نمود. او همچنین با روزنامه‌های پروانه، زاینده‌رود و مفتش ایران نیز همکاری می‌کرد. در ۱۳۳۸ قمری به تهران آمد و انجمن ادبی ایران و انجمن ادبی حکیم نظامی را تأسیس کرد و همچنین در سال ۱۲۹۸ خورشیدی مجله ادبی ارمغان را در تهران تأسیس کرد که مدت بیست و دو سال (با فواصل) منتشر می‌شد. در همین دوران جلسات درس و بحث دایر کرد و کتاب‌های بسیاری تصحیح و تحشیه و چاپ کرد. وحید در اوایل ورود خود به تهران در حلقهٔ مریدان صفی علی شاه درآمد. وی مدتی در ادارهٔ «انطباعات وزارت معارف» مشغول کار شد. وحید دستگردی در شعر ابتدا «لمعه» تخلص می‌کرد، ولی بعدها تغییر تخلص داد.

## نمونه شعر
بخشی از قصیده معروف وحیدِ دستگردی که در وصف اصفهان سروده است:
| به زاد و بوم جی اندر شتافتم از ری   |  | چنان به شوق، که کودک به جانب مادر |
| سواد شهر صفاهان چو گشت سرمه چشم     |  | به هرچه دید دگرگونه آمدش به نظر   |
| شکسته‌باره از این پیش بود و تنگ فضای |  | کنون درست و قوی‌باره است و پهناور  |
| همیشه بوده هنر کودک اصفهان مادر     |  | اگر نبود صفاهان نبود فضل و هنر    |

| موسم گل، دورهٔ حسن                    |
| یک دو روز است در زمانه               |
| ای به دل آرامی با عالم فسانه         |
| ای که ز تو مانده نکویی نشانه         |
| خاطر عاشقان را میازار                |
| خوش نباشد ز معشوقه آزار              |
| گر بسوزد شمع پروانه را با زبانه      |
| چون شود روز، شمع و شب را نبینی نشانه |
| می‌کنی صید، مرغ بسته                  |
| می‌زنی سنگ بر شکسته                   |
| می‌کشی با تیغ ستم یار خسته            |
| خسته دلان یکسره در خون نشسته         |
| می‌کشی با تیغ ستم یار خسته            |

## آثار
وحید دستگردی علاوه بر چند کتب مستقل و نگارش مقالات متعدد درزمینه تصحیح کتب گذشتگان به ویژه کتب ادبی و شعر، فعالیت فراوانی داشت. آثار وی بدین قرار است:
- تصحیح و تحشیه خمسه حکیم نظامی
- تصحیح و تحشیه دیوان جمال‌الدین
- تصحیح و تحشیه دیوان بابا طاهر
- تصحیح و تحشیه دیوان هاتف اصفهانی
- تصحیح و تحشیه دیوان ادیب‌الممالک فراهانی
- تصحیح و تحشیه دیوان قائم‌مقام فراهانی
- تصحیح و تحشیه تذکره نصرآبادی
- تصحیح و تحشیه تحفه سامی
- کتاب سرگذشت اردشیر بابکان
- ره آورد وحید (دو جلد)
- زبان و نثر
- صد اندرز وحید
- سخن دلنشین
- انقلاب ادبی
- شعرای پارسی و تازی

## درگذشت

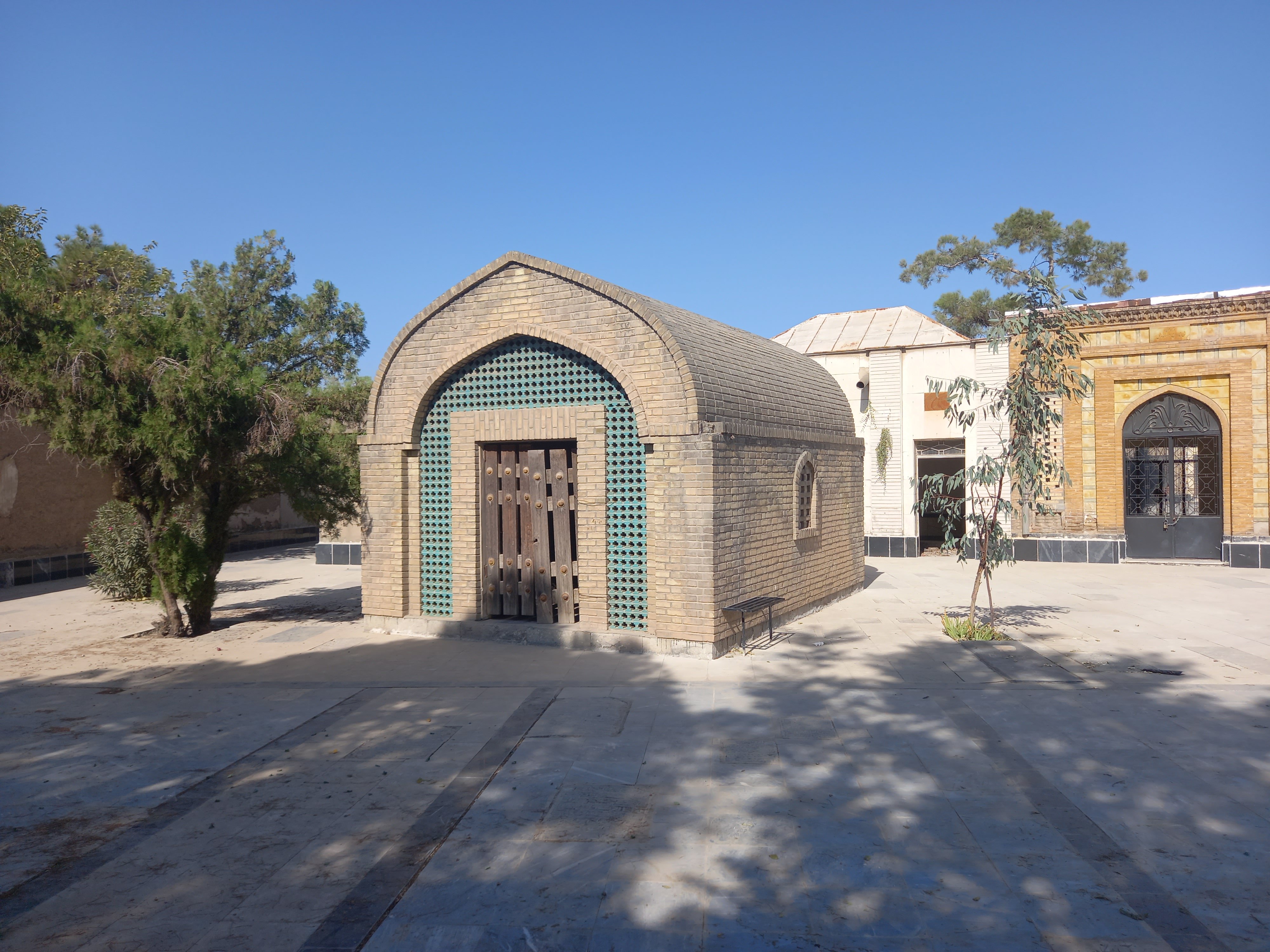
مزار وحید دستگردی در امامزاده عبدالله شهرری

وحید دستگردی از نزدیکترین دوستان عبرت نائینی بود و درگذشت این دو به فاصله ده روز از هم در تاریخ دی ماه ۱۳۲۱ رخ داد. تاریخ وفات وحید در ۸ دی ۱۳۲۱ در ۶۴ سالگی در تهران بود و پیکرش در امامزاده عبدالله شهرری دفن شد.